# Klosterkirche (Vechta)

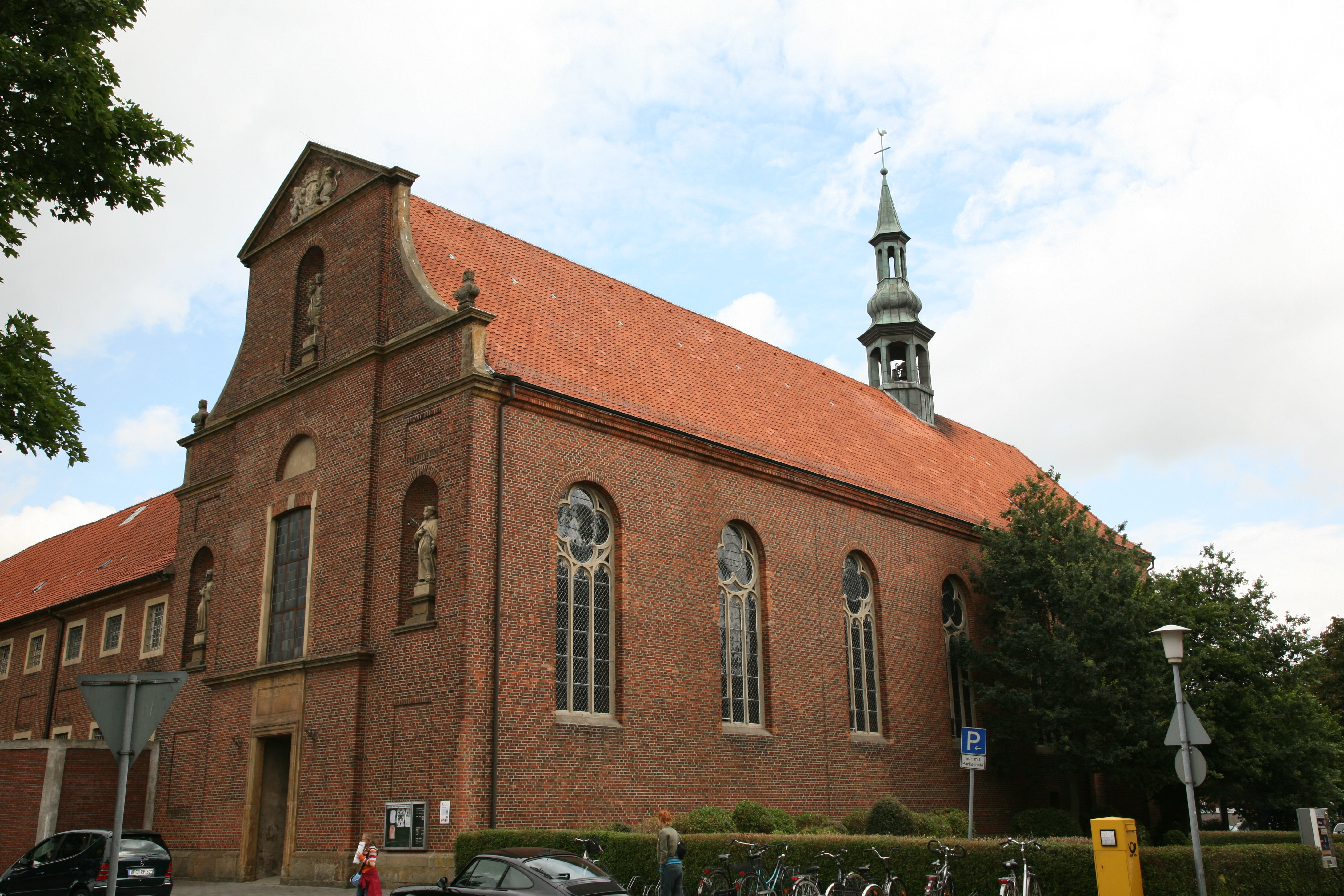
Klosterkirche Vechta

Die Klosterkirche zum heiligen Joseph ist ein Kirchengebäude am Franziskanerplatz in Vechta. Sie war die Klosterkirche des Franziskanerklosters, das von 1642 bis 1812 bestand.

## Geschichte

### Franziskanerkloster und Klosterkirche
Am 25. April 1642 erhielten die Franziskaner der Sächsischen Franziskanerprovinz (Saxonia) ein Haus mit Garten in Vechta geschenkt, um ein Kloster zu gründen; die Genehmigung dazu hatte der Osnabrücker Bischof Franz Wilhelm von Wartenberg bereits am 29. April 1640 erteilt. Im Laufe des Jahres 1642 siedelten sechs Franziskaner von Rheine nach Vechta um.
Das Kloster verfügte zunächst nur über eine kleine Kirche. Weil diese baufällig wurde, begann man 1726 mit dem Bau einer neuen Kirche, für die am 13. Mai 1727 der Grundstein gelegt wurde und die am 13. Juni 1731 geweiht wurde. Ab 1730 wurde auch ein neues Konventsgebäude errichtet, das 1743/1744 fertiggestellt wurde. Beim Kloster bestand seit dem 17. Jahrhundert eines der Hausstudien, durch die der Nachwuchs der Ordensprovinz Saxonia in der Theologie ausgebildet wurde. Einer der Patres hielt gewöhnlich sonntags als Concionator  die Predigt im Hochamt in der Pfarrkirche, die Klosterkirche wurde von der Bevölkerung gern wegen der festlich gestalteten Gottesdienste und zum Beichten aufgesucht. Nach 1650 eröffneten die Franziskaner in der Stadt das Gymnasium Antonianum. Dort unterrichteten drei Mitglieder des Konvents, die Zahl der Schüler betrug zwischen 40 und 80, war jedoch 1803 auf 10 zurückgegangen. Einer der Patres war Seelsorger für die in der Zitadelle Vechta stationierten katholischen Soldaten. Das Kloster in Vechta war außerdem ein Stützpunkt für mehrere Missionsstationen der Franziskaner in den umliegenden Diasporagebieten.
Als Vechta 1803 infolge des Reichsdeputationshauptschlusses ans Herzogtum Oldenburg kam, verzichtete die oldenburgische Regierung auf die sofortige Aufhebung des Konventes, weil die Franziskaner in zahlreichen benachbarten Pfarrgemeinden als Seelsorger tätig und bei der Bevölkerung beliebt waren; auch als Lehrer am Gymnasium waren sie unentbehrlich. Die Regierung verbot dem Kloster aber die Aufnahme neuer Mitglieder. Die 16 Patres und acht Laienbrüder erhielten die oldenburgische Staatsbürgerschaft. In der Zeit der französischen Besatzung wurde das Kloster 1812 per Dekret der französischen Regierung aufgelöst und geräumt. Die dort lebenden Franziskaner begaben sich in die Klöster in Rietberg und Paderborn, die drei Lehrer am Gymnasium konnten ohne Ordenshabit weiter Unterricht erteilen.

### 19. – 21. Jahrhundert
Nach der Schließung des Klosters gelangten die Bibliothek und die Ausstattung von Kirche und Kloster nach Osnabrück und in verschiedene Kirchen der Diözese Osnabrück, die Orgel und die Kanzel, wahrscheinlich auch der Hochaltar in die 1813 fertiggestellte Kirche St. Vitus in Löningen. Nach Ende der französischen Besatzung richtete der letzte Guardian des Klosters, Modestus Brüggemann, ein Gesuch an Herzog Peter von Oldenburg, den Konvent wieder errichten zu dürfen, das abgelehnt wurde; jedoch zahlte die oldenburgische Regierung Franziskanern ohne sonstiges Einkommen eine Rente. Die Klosterräume wurden geschlossen und ab 1816 zu einer Strafanstalt umgebaut. Der 1816 geplante Abriss der Klosterkirche konnte durch den Widerstand von Katholiken und Protestanten verhindert werden; sie wurde zwischen 1818/1819 zu einer Simultankirche umgewandelt. Der Chor wurde durch eine Mauer vom Kirchenraum abgetrennt und gehörte zum Gefängnis; bei der Kirchenrenovierung 1960 wurde die Mauer wieder entfernt. Ab 1885 wurden der Innenraum und die Fenster im neugotischen Stil umgestaltet.
Von 1955 bis 1957 erfolgte eine Renovierung des Gebäudes. 1957 wurde das Westfenster umgestaltet, 1958 auf der Empore eine neue Orgel aufgestellt und die Kirche mit einer Elektroheizung ausgestattet. 1960 wurde der barocke Hochaltar aus Amelungsborn (Landkreis Holzminden) in der Klosterkirche aufgestellt, neun Jahre später auch eine Kanzel aus dem Jahre 1630.
Die in Landesbesitz befindliche Kirche dient heute unter anderem als Anstaltskirche der JVA Vechta.

## Orgel

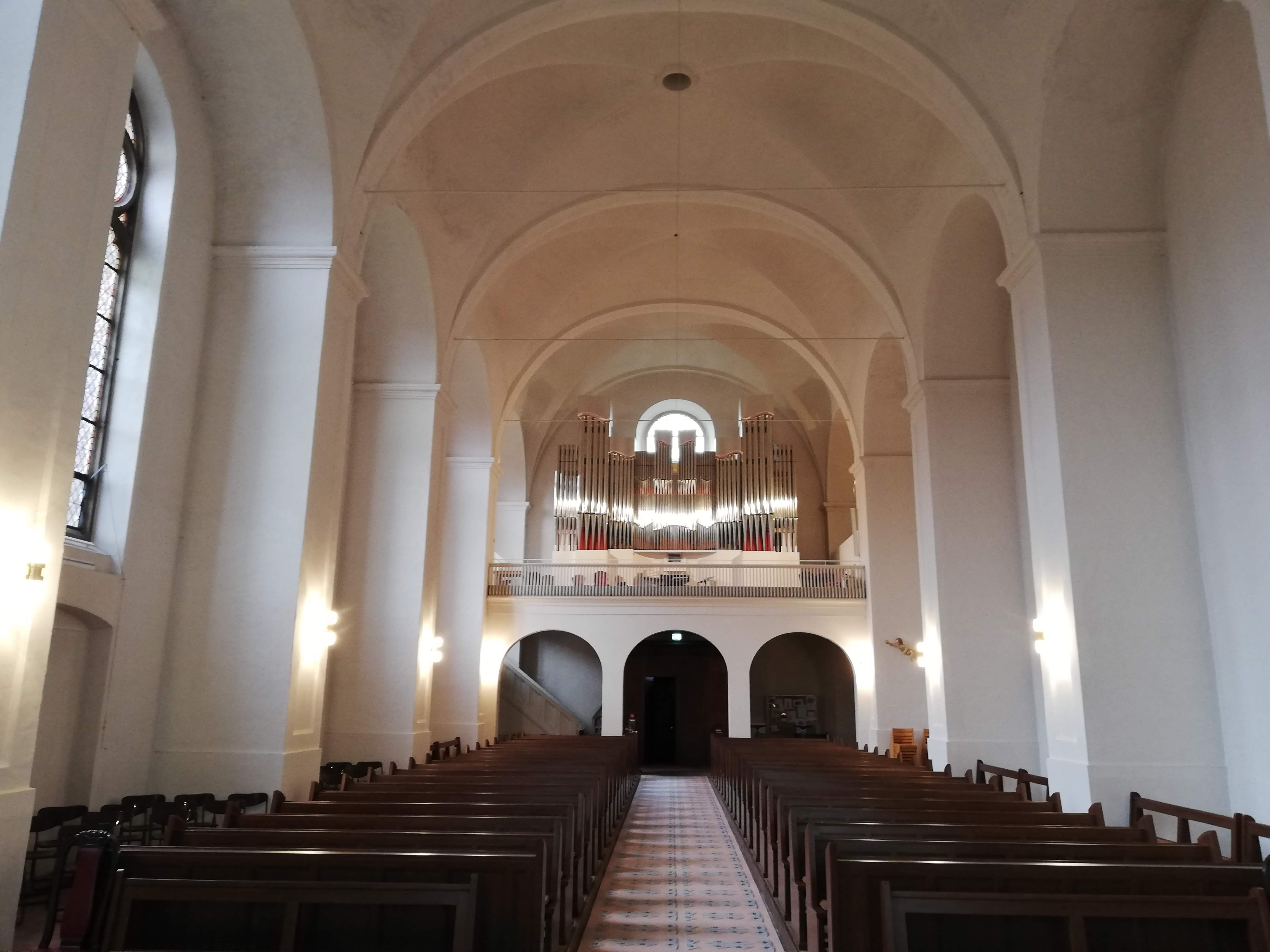
Woehl-Orgel von 2015

Die Orgel wurde 2015 von Gerald Woehl (Marburg) erbaut. Das Instrument hat 36 Register (zuzüglich zahlreicher Extensionen und Transmissionen) auf zwei Manualen und Pedal mit mechanisch/elektrischer Spiel- und elektrischer Registertraktur.
| I Hauptwerk C–g3 |                        |         |
| 01.              | Bordun                 | 16′     |
| 02.              | Principal              | 08′     |
| 03.              | Viola di Gamba 0       | 08′     |
| 04.              | Rohrflöte              | 08′     |
| 0                | Bordun (Ext. Nr. 1)    | 08′     |
| 05.              | Quinte                 | 05 1⁄3′ |
| 06.              | Octave                 | 04′     |
| 07.              | Gemshorn               | 04′     |
| 08.              | Flauto traverso        | 04′     |
| 09.              | Quinte                 | 02 ⁄3′  |
| 10.              | Superoctave            | 02′     |
| 11.              | Terz                   | 01 3⁄5′ |
|                  | Sesquialtera II        |         |
|                  | Cornet III             |         |
| 12.              | Mixur IV–VI            | 02′     |
| 13.              | Trompete               | 16′     |
|                  | Trompete (Ext. Nr. 13) | 08′     |
|                  | Tremulant              |         |

| II Schwellwerk C–g3 |                          |         |
| 14.                 | Quintadena               | 16′     |
| 15.                 | Viola                    | 08′     |
| 16.                 | Unda maris               | 08′     |
| 17.                 | Gedackt                  | 08′     |
|                     | Quintadena (Ext. Nr. 14) | 08′     |
| 18.                 | Konzertflöte             | 08′     |
| 19.                 | Principal                | 04′     |
| 20.                 | Flauto douce             | 04′     |
|                     | Viola alta (Ext. Nr. 15) | 04′     |
| 21.                 | Quint-Nasard             | 02 ⁄3′  |
| 22.                 | Octave                   | 02′     |
|                     | Violine (Ext. Nr. 15)    | 02′     |
| 23.                 | Terzflöte                | 01 3⁄5′ |
|                     | Sesquialtera II 0        |         |
| 24.                 | Mixtur IV-V              |         |
| 25.                 | Fagott                   | 16′     |
| 26.                 | Horn                     | 08′     |
| 27.                 | Oboe                     | 08′     |
| 28.                 | Vox humana               | 08′     |
|                     | Cantus (Ext. Nr. 26)     | 04′     |
|                     | Tremulant                |         |

| Pedal C–f1 |                      |         |
|            | Groß Bordun 0        | 32′     |
| 29.        | Principal            | 16′     |
| 30.        | Violonbaß            | 16′     |
| 31.        | Subbaß               | 16′     |
|            | Gedacktbaß(= Nr. 1)  | 16′     |
| 32.        | Quintbaß             | 10 2⁄3′ |
| 33.        | Octave               | 08′     |
|            | Cello (Ext. Nr. 30)  | 08′     |
|            | Gedackt (Ext. Nr. 1) | 08′     |
| 34.        | Octave               | 04′     |
| 35.        | Posaune              | 16′     |
| 36.        | Baßtrompete          | 08′     |
|            | Fagott (= Nr. 13)    | 16′     |
|            | Fagott (Ext. Nr. 13) | 08′     |
|            | Cantus (Ext. Nr. 13) | 04′     |

- Koppeln: II/I, I/P, II/P, Sub I/I, Sub II/I, Sub II/II, Super II/P
- Spielhilfen: Setzeranlage, Sequenzer, Schwelltritt für II. Manual, Crescendowalze, klassischer Wind an, Oberwerk an (Öffnen/Schließen der Abdeckung des II. Manuals zur Veränderung der Schwellwirkung).
- Anmerkungen

1. ↑  Gruppenzug aus 9 und 11
2. ↑  Gruppenzug aus 9,10 und 11
3. ↑  Gruppenzug aus 21 und 23
4. ↑  Extension und Transmission von Nr. 1.